# Morris P. Glushien
Morris P. Glushien (15 octobre 1909 - 19 mai 2006) est un avocat du travail américain. 

## Biographie
Il démissionne en 1947 du Conseil national des relations de travail en signe de protestation contre la loi Taft-Hartley avant d'agir en tant que conseiller juridique auprès de l'International Ladies Garment Workers Union. En 1957, il plaide et gagne dans l'affaire historique Staub C. Baxley devant la Cour suprême des États-Unis concernant la liberté d'expression,,. 
Il est le père de l'avocate internationale Ruth Wedgwood. 